# Frederick (Oklahoma)
Frederick is een plaats (city) in de Amerikaanse staat Oklahoma, en valt bestuurlijk gezien onder Tillman County.

## Demografie
Bij de volkstelling in 2000 werd het aantal inwoners vastgesteld op 4637.
In 2006 is het aantal inwoners door het United States Census Bureau geschat op 4173, een daling van 464 (-10,0%).

## Geografie
Volgens het United States Census Bureau beslaat de plaats een oppervlakte van
12,8 km², geheel bestaande uit land. Frederick ligt op ongeveer 398 m boven zeeniveau.

## Plaatsen in de nabije omgeving
De onderstaande figuur toont nabijgelegen plaatsen in een straal van 24 km rond Frederick.